# 4275 Bogustafson
4275 Bogustafson è un asteroide della fascia principale. Scoperto nel 1981, presenta un'orbita caratterizzata da un semiasse maggiore pari a 2,6548542 UA e da un'eccentricità di 0,1773480, inclinata di 13,01662° rispetto all'eclittica.